# 大有街

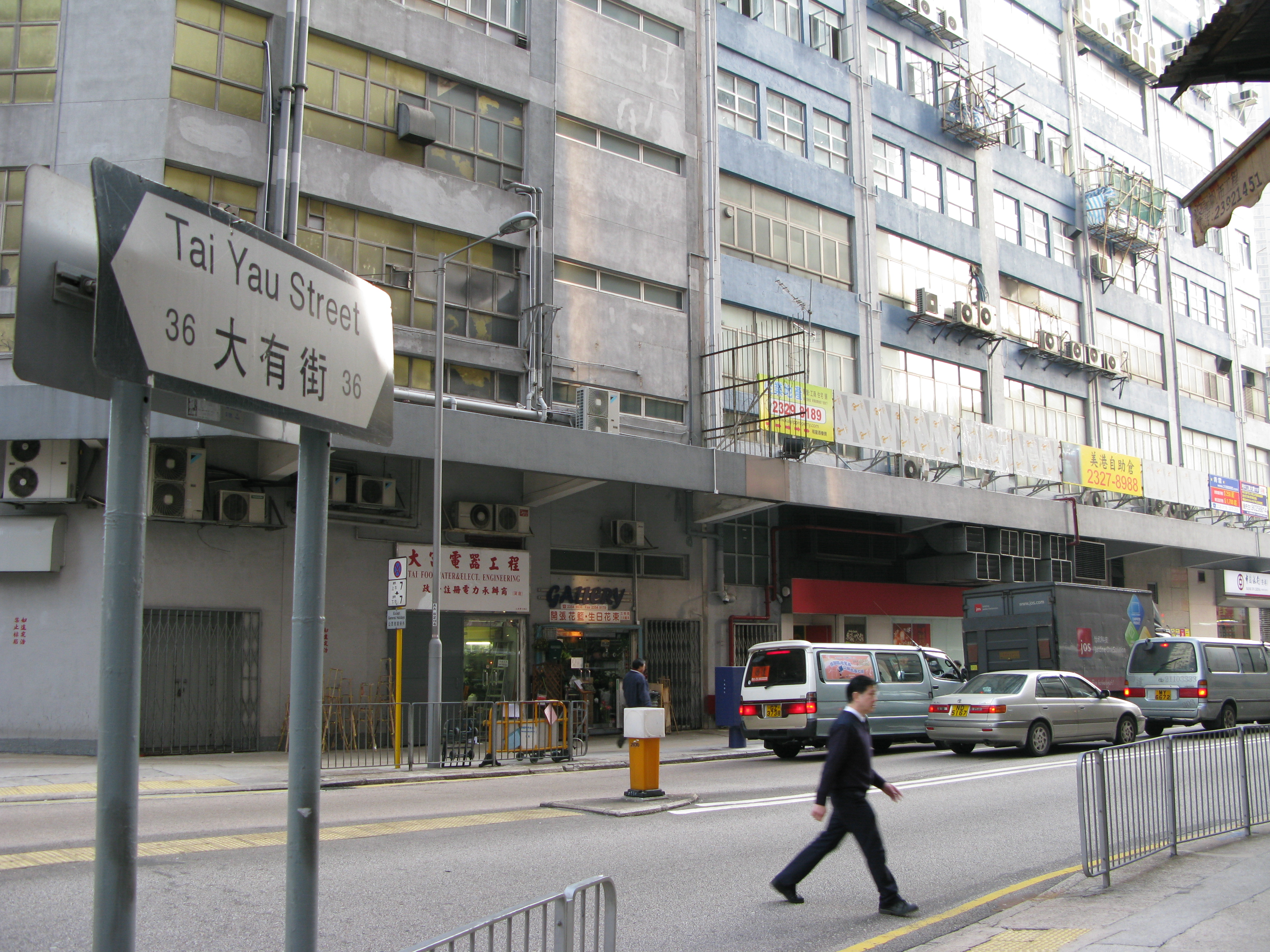
大有街

大有街（英語：Tai Yau Street）是一條位於香港九龍新蒲崗的街道，屬於「新蒲崗八街」之一，與雙喜街、三祝街、五芳街、六合街及八達街接通。大有街為一條雙線雙程街道，西起爵祿街，東至彩虹道。由於大有街位處於新蒲崗工業區的關係，故除了新科技廣場之外，整條街道鄰近的建築物均為工業大廈。
大有街於香港歷史上也曾經為一重要場地，於1967年發生的六七暴動就是起自大有街。當時，街上的香港人造花廠分廠發生勞資糾紛，後來勞資雙方談判不果，於是演變成抗議，左派工會乘機介入，觸發暴動。

## 鄰近景物
- 新科技廣場
- 彩虹道遊樂場